# Parafia św. Marcina w Barłożnie
Parafia Świętego Marcina w Barłożnie – parafia rzymskokatolicka, znajdująca się w diecezji pelplińskiej, w dekanacie Skórcz. 
Liczba wiernych: 1784.

## Zasięg terytorialny
Do parafii należą miejscowości: Barłożno, Gąsiorki, Kierwałd, Lipia Góra, Mirotki, Miryce.

## Duszpasterze
- ks. Leon Januszewski (1946–1963)
- ks. Józef Kasprzyk (1965–1984)
- ks. Aleksander Kreft (1984–2007)
- ks. Jarosław Skwierawski (od 2007)